# Bombus ephippiatus
Bombus ephippiatus is een vliesvleugelig insect uit de familie bijen en hommels (Apidae). De wetenschappelijke naam van de soort is voor het eerst geldig gepubliceerd in 1837 door Thomas Say. Deze hommelsoort heeft een neotropisch verspreidingsgebied dat Mexico en Centraal-Amerika omvat.

## Uiterlijke kenmerken

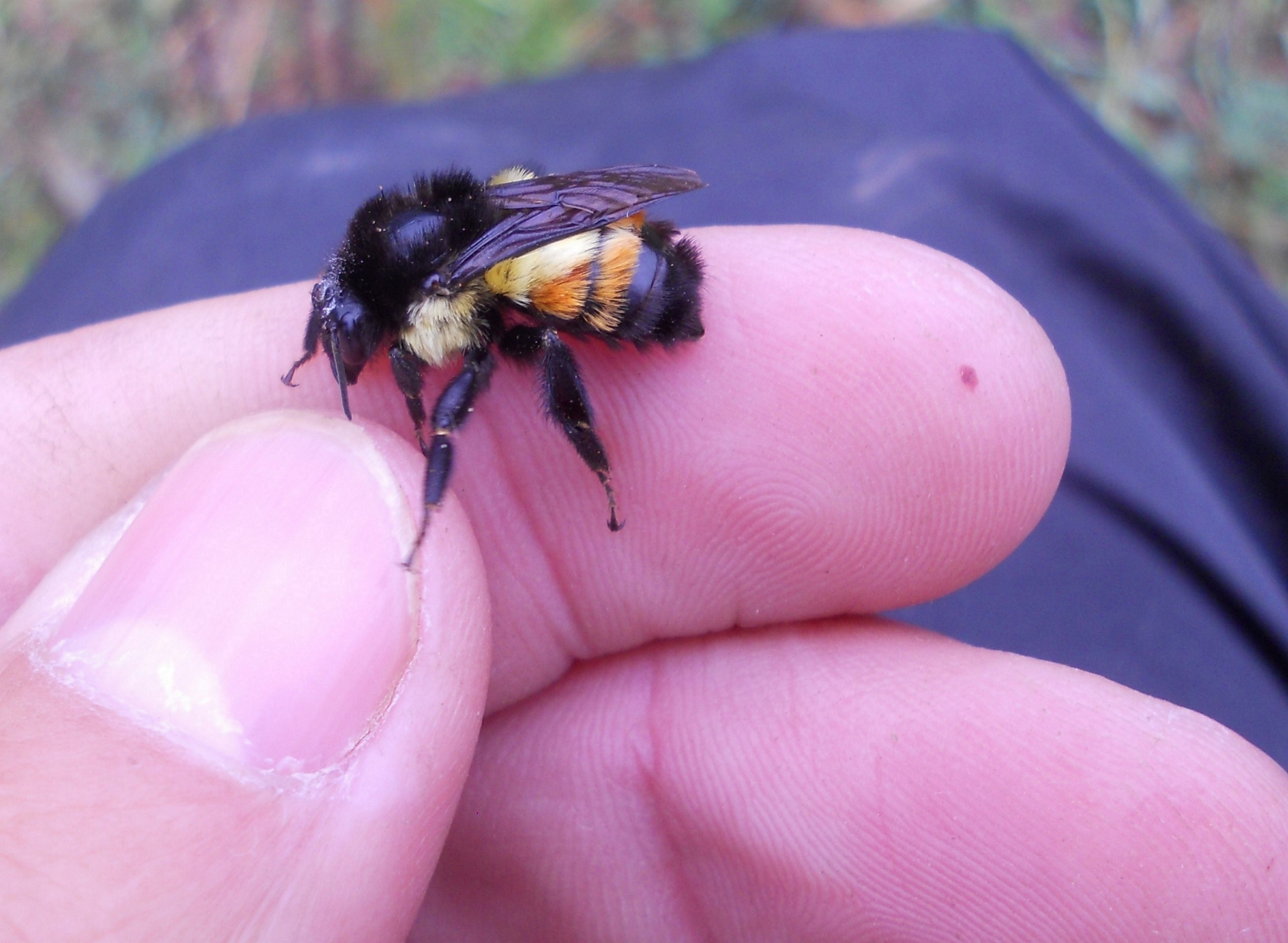
Bombus ephippiatus in Guatemala.

Bombus ephippiatus kent een aantal kleurvarianten die dusdanig verschillen dat is voorgesteld de soort op te splitsen in een aantal ondersoorten of soorten. Wel hebben alle kleurvormen gemeen dat ze een groot zadelvormig gebied hebben aan de voorzijde van het achterlijf met een licht (zeer lichtgeel) middengedeelte en duidelijk afgetekende randen in de kleuren rood, oranje, bruin, lichtgeel en/of zwart (ephippiatus is ontleend aan het Griekse woord ephippion, zadel). De tweede en derde achterlijfsplaat (van voren gezien) zijn ofwel zwart, ofwel rood, afgezien van het lichte middengedeelte. De zijkanten van het middenlijf zijn ook duidelijk gekleurd, de bovenkant van de werksters is zwart.

## Ecologie
Bombus ephippiatus leeft in gemengde eiken- en naaldbossen en vochtige bergbossen tot een hoogte van 3600 m, en is een van de meest voorkomende hommels in Centraal-Amerika. Net als de meeste andere hommels voedt deze soort zich voornamelijk met nectar en stuifmeel. De soort is polylectisch en voedt zich in de loop van het jaar met de bloemen van een groot aantal verschillende families. Daarnaast voedt Bombus ephippiatus zich met aas, uitwerpselen van vogels en zoogdieren en menselijke urine.
Bombus ephippiatus is een belangrijke bestuiver van een groot aantal land- en tuinbouwgewassen, waaronder tomaten en aubergines. De soort wordt ook commercieel ingezet als bestuiver, waarbij in het wild gevangen bevruchte koninginnen naar kassen worden gebracht. Omdat deze praktijk mogelijk een bedreiging voor de soort kan vormen, hebben onderzoekers voorgesteld de hommels te kweken en alleen de gekweekte exemplaren in te zetten voor commerciële bestuivingsdoeleinden. In Mexico is hier een begin mee gemaakt.

## Verspreiding
Deze soort heeft een neotropisch verspreidingsgebied dat zich in Mexico en Centraal-Amerika uitstrekt.
In Mexico omvat het de staten Chihuahua, Colima, Distrito Federal, Durango, Guanajuato, Hidalgo, Mexico, Nuevo León, Querétaro de Arteaga, Zacatecas, Chiapas, Guerrero, Jalisco, Michoacán de Ocampo , Morelos, Nayarit, Oaxaca, Puebla, San Luis Potosi, Sinaloa , Tabasco, Tamaulipas, Tlaxcala, en Veracruz.
In Centraal-Amerika wordt de soort aangetroffen in Guatemala, El Salvador, Honduras, Costa Rica en Panama. Er zijn ook waarnemingen gemeld in Ecuador en Colombia.

## Status
Bombus ephippiatus heeft een stabiel verspreidingsgebied en er is geen sprake van een afname van de populatie, hoewel het vangen van hommels voor commerciële bestuivingsdoeleinden zorgen baart. Ten minste een van de verschillende kleurvormen die mogelijk als een aparte ondersoort of soort kan worden beschouwd is siginificant achteruit gegaan in de periode van 2005 tot 2014. De soort als geheel wordt geklassificeerd als niet bedreigd ("LC").